# Eleccions a l'Assemblea de Melilla de 2023
Les eleccions a l'Assemblea de Melilla de 2023 se celebraran el diumenge 28 de maig de 2023 per a triar la VIII Assemblea de la ciutat autònoma de Melilla. Es triaran els 25 escons de l'Assemblea. També se celebraran eleccions en dotze comunitats autònomes i eleccions locals a tot l'Estat espanyol.

## Sistema electoral
El sistema electoral de l'Assemblea de Melilla es basa en el sufragi universal. Tots els ciutadans nacionals majors de divuit anys, empadronats i residents a Melilla, amb drets polítics, així com els ciutadans europeus residents no nacionals que tinguin permís per votar en les seves pròpies eleccions, podran exercir el seu vot.
Els 25 membres de l'Assemblea de Melilla són triats mitjançant el mètode D'Hondt i una llista tancada de representació proporcional. S'estableix un llindar mínim del cinc per cent dels vots vàlids, que inclou els vots en blanc. Per tant, els partits que no aconsegueixin aquest llindar no tindran representació a l'Assemblea.
L'Alcalde-President de Melilla és triat indirectament per l'assemblea plenària. Segons la llei, els candidats a l'alcaldia han de rebre el vot d'una majoria absoluta dels membres de l'assemblea. En cas contrari, automàticament serà designat com a alcalde el candidat del partit més votat. En cas d'empat, es farà un llançament de moneda per decidir.
La llei electoral permet als partits, federacions, coalicions i agrupacions d'electors presentar llistes de candidats. Les agrupacions d'electors han de recopilar la signatura d'un nombre determinat d'electors inscrits a Melilla. Si els partits i federacions desitgen formar una coalició per participar conjuntament en les eleccions, han de comunicar-ho a la Comissió Electoral corresponent en un termini de deu dies des de la convocatòria de les eleccions.

## Enquestes d'opinió
Les taules següents llisten els resultats de les enquestes d'opinió en ordre cronològic invers, mostrant primer les més recents i utilitzant les dates en què es va dur a terme el treball de camp de l'enquesta, en lloc de la data de publicació. En cas que les dates de treball de camp siguin desconegudes, s'indica la data de publicació en el seu lloc. La xifra més alta en cada enquesta d'opinió es mostra amb un fons ombrat en el color del partit líder. Si hi ha un empat, això s'aplica a les xifres amb els percentatges més alts. La columna "Diferència" a la dreta mostra la diferència en punts percentuals entre els partits amb els percentatges més alts en una enquesta.